# Esterzili
Esterzili (Istersili o Stersili in sardo) è un comune italiano di 546 abitanti della Città metropolitana di Cagliari, nella subregione storica della Barbagia di Seùlo. Il comune fa parte della XIII Comunità Montana Sarcidano-Barbagia di Seulo.

## Geografia fisica
(Alberto La Marmora, Itinéraire de l'île de Sardaigne, Torino, 1860)

### Territorio

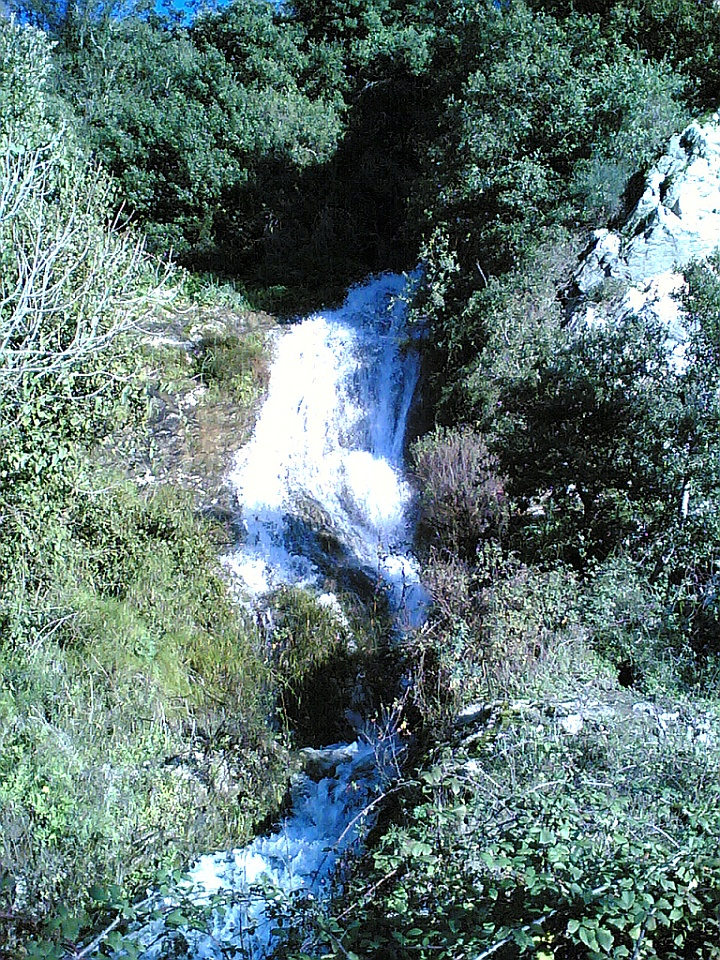
Piccola cascata "Su Strumpu", nelle vicinanze del paese

L'abitato sorge ai piedi del monte Santa Vittoria (1212 m s.l.m.), che si erge al termine del crinale montuoso che lo collega alla zona di Arcuerì, nel territorio di Seui.
Proprio per questa conformazione geografica, dalla sommità di questo rilievo è possibile ammirare uno dei più suggestivi panorami del territorio che domina l'intero Campidano, il Sarrabus-Gerrei, il Sarcidano, l'Oristanese, sino al restante Gennargentu e ai mari dell'Ogliastra: un autentico belvedere sulla parte centro meridionale dell'isola.

## Storia
Già nell'epoca prenuragica e nuragica viene riconosciuta l'importanza di questo territorio, sono infatti numerosi e di grande rilevanza i ritrovamenti archeologici intorno a quest'area: ben settantasette siti sono stati censiti nel suo territorio: domus de janas, templi a pozzo e a "megaron", tombe dei giganti, nuraghi, bronzetti sardi. La maggior parte di essi allo stato attuale risulta fortemente danneggiata, ma altri si presentano ancora perfettamente integri e di ottima fattura.
La struttura più importante, in questo senso, è l'edificio megalitico detto Domu de Orgia.

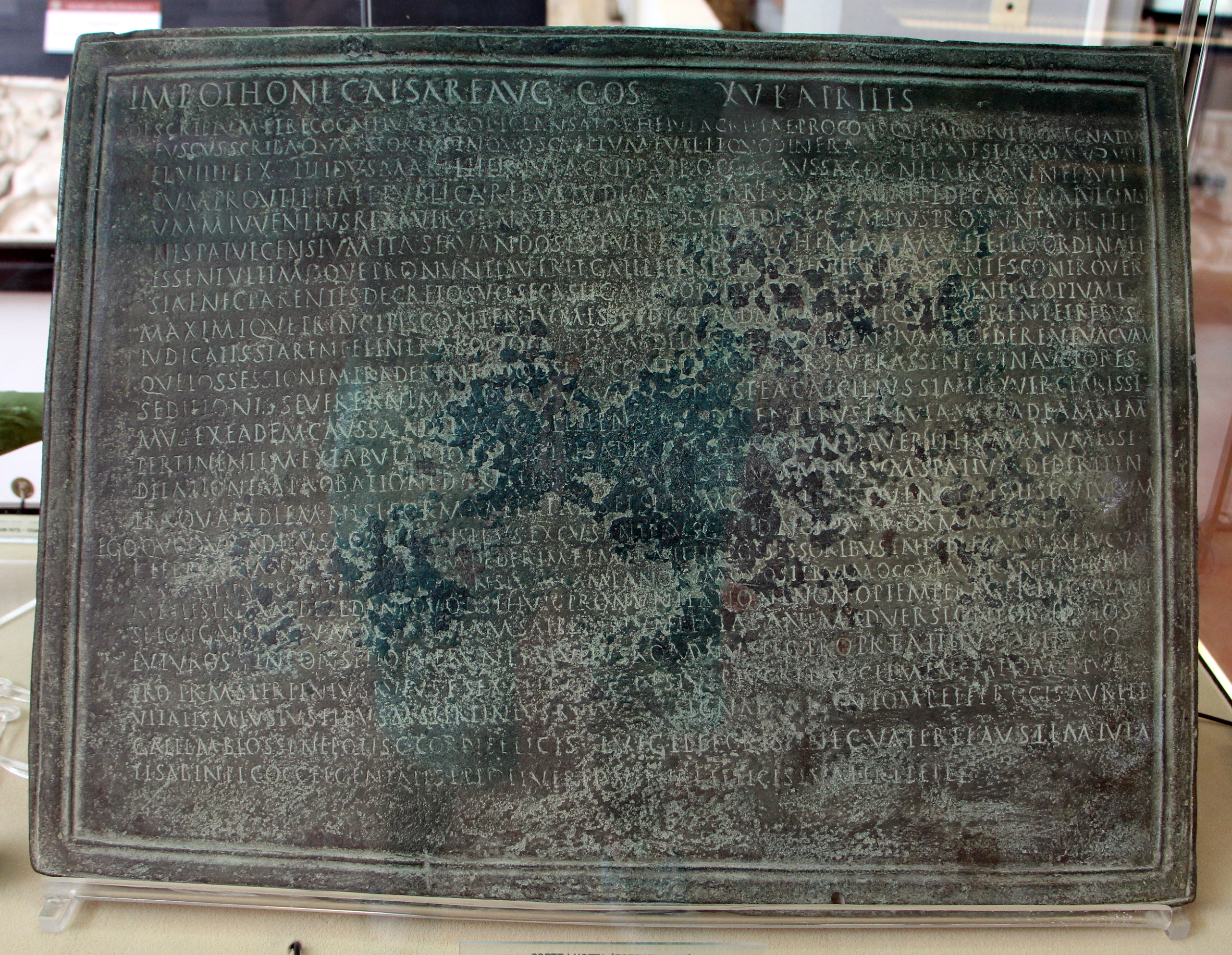
Tavola di Esterzili, Museo nazionale archeologico ed etnografico G. A. Sanna

All'epoca romana risale la cosiddetta Tavola di Esterzili, una lastra in bronzo recante un'iscrizione in latino che descrive una diatriba fra due popolazioni dimoranti nel territorio in quel periodo, i Patulcenses Campani e i Gallilensi.
In epoca medievale appartenne al Giudicato di Cagliari, e fece parte della curatoria di Seulo, di cui Seulo fu capoluogo. Alla caduta del giudicato (1258) passò ai pisani e successivamente (1324 circa) agli aragonesi, divenendo feudo dei Carroz. Nel 1604 fu incorporato nel ducato di Mandas, feudo dei Maza. Dai Maza passò ai Tellez-Giron, ai quali fu riscattato nel 1839 con la soppressione del sistema feudale.
Con Legge Regionale n. 10 del 13 ottobre 2003 il comune passò dalla provincia di Nuoro a quella di Cagliari, di cui fece parte fino alla successiva riforma del 2016.

### Simboli
Lo stemma e il gonfalone del comune di Esterzili sono stati concessi con decreto del presidente della Repubblica del 26 giugno 2008.
Il gonfalone è un drappo partito di azzurro e di rosso.

## Monumenti e luoghi d'interesse

### Architetture religiose
Le chiese di questo comune appartengono al vicariato foraneo o forania di Seui, e sono le seguenti:
- Sant'Antonio da Padova: chiesa campestre posta su un colle all'estremità nord-occidentale del paese, alle pendici del Monte Taccu. La chiesetta, situata all'interno di un ampio e verde cortile, risale al XVII secolo. L'edificio religioso si presenta a forma di pianta a croce, perché dalla navata centrale si aggiungono i due bracci del transetto. Nella modesta facciata, il semplice portone ligneo, è sovrastato da una bella statua del santo, posto sopra una piccola mensola. Nella parte centrale del prospetto è posto un piccolo campanile a vela con luce ogivale e una campana.
- San Michele: è stata la vecchia chiesa parrocchiale e si trova, in zona periferica, nella parte settentrionale del paese. La chiesa, dedicata al santo patrono di Esterzili ed edificata nel XV secolo in stile gotico-aragonese presenta una navata unica su cui si affacciano le piccole cappelle laterali, delimitate da archi a sesto acuto. La semplice e raffinata facciata ospita un portone intarsiato racchiuso in arco sesto acuto, sormontato da un grande rosone con cornice modanata. La parte alta del prospetto, ornato da una cornice aggettante, è scandita da merli dentati. Sul lato destro della chiesa è posto un campanile a vela con due luci ogivali. Fino ad alcuni decenni fa il sagrato veniva utilizzato come cimitero.
- Sant'Ignazio da Laconi: chiesa parrocchiale, posta al centro del paese, dalle linee architettoniche recenti, eretta tra gli anni sessanta e settanta, e inaugurata nel 1972, con campanile terminato nel 1997. La chiesa si presenta a navata unica con volta sorretta da trabeazioni a vista. All'interno, nel presbiterio, spicca una pregevole pala d'altare di grandi dimensioni raffigurante il Cristo crocefisso, opera realizzata nel 1995 dall'artista Angelo Pilloni. Di interesse artistico è la statua della Madonna del Rosario, opera del XVII secolo, e il gruppo scultoreo raffigurante Sant'Anna con la Madonna, databile al XVIII secolo.
- Chiesa di San Sebastiano: chiesa campestre, realizzata probabilmente nel '600, che si trova nell'omonimo parco ed è posta su un colle all'estremità sud-occidentale del paese.
- Chiesa di Santa Maria (rudere).
- Chiesa di Santa Vittoria (poche rovine poiché i resti sono stati demoliti per scavi archeologici).

### Siti archeologici
- Tempio nuragico di Domu de Orgia

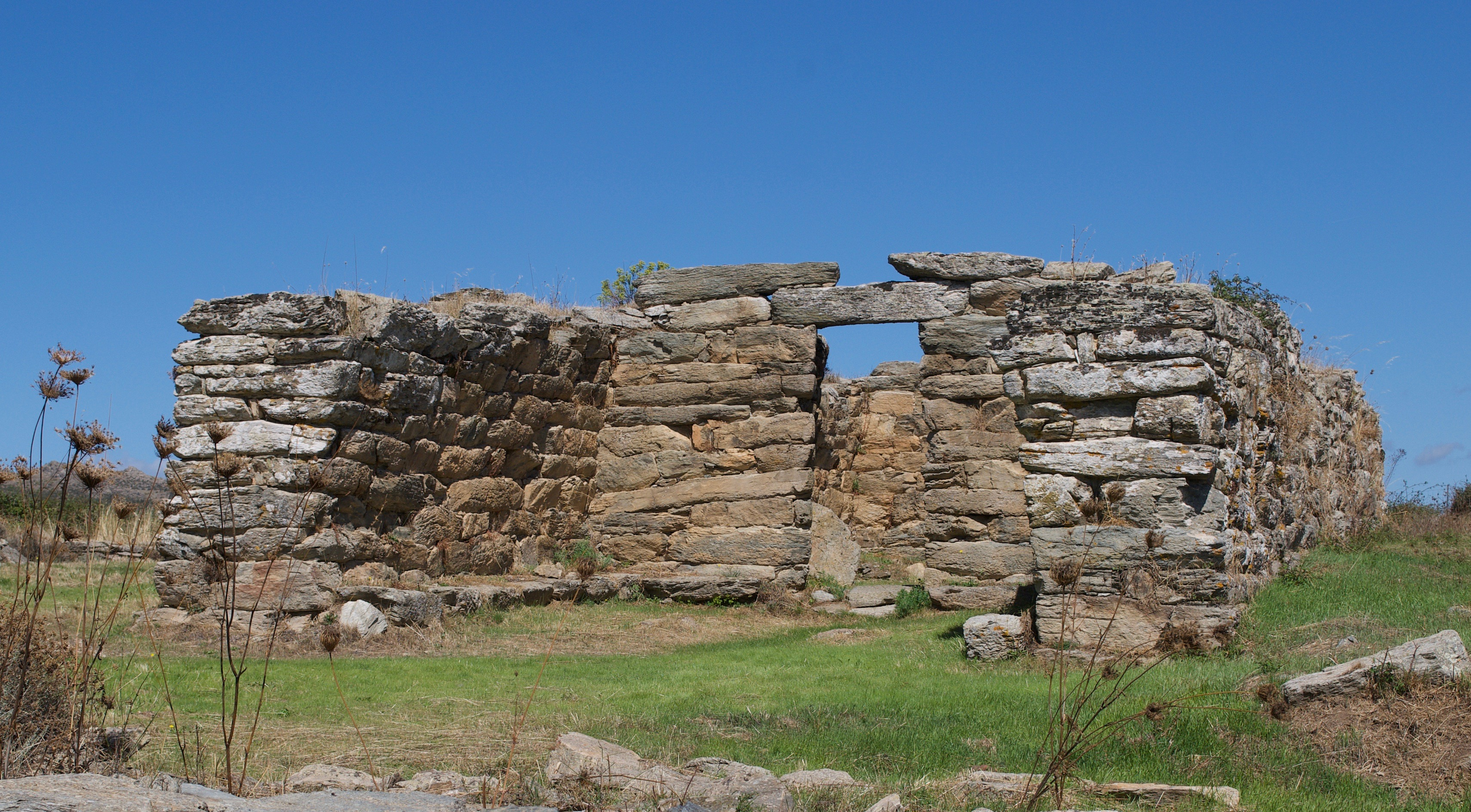
Domu de Orgia

- Pozzo sacro che attinge alla fonte di Monti ‘e Nuxi

- Ruderi della chiesa di santa Vittoria (con i resti di costruzioni dell'età del bronzo)

## Società

### Evoluzione demografica
Abitanti censiti

### Lingue e dialetti
La variante del sardo parlata a Esterzili è il campidanese barbaricino meridionale.

## Cultura

### Eventi
Il 12 agosto di ogni anno si svolge nel paese un'interessante manifestazione chiamata sagra de su Frigadòri e de is Cocoèddas, prodotti tipici del paese. 
Is Cocoèddas sono costituite da un ripieno prevalentemente di patate, avvolte in una pasta fresca chiusa in modo particolare, vengono fritte nell'olio e si possono consumare sia calde che fredde. Su Frigadòri è una sorta di pane di cipolle cotto al forno servibile ugualmente freddo o caldo. Durante la manifestazione vengono distribuite anche is Cocòis Prènas le quali sono costituite da un ripieno prevalentemente a base di patate, avvolto in una pasta chiusa in modo particolare, il tutto viene cotto al forno facendo in modo che il ripieno resti morbido e l'esterno croccante come il pane.
Si tratta di una manifestazione di tipo folkloristico a carattere locale, che prevede esibizioni musicali e di danza caratteristiche della Sardegna.

## Infrastrutture e trasporti

### Ferrovie

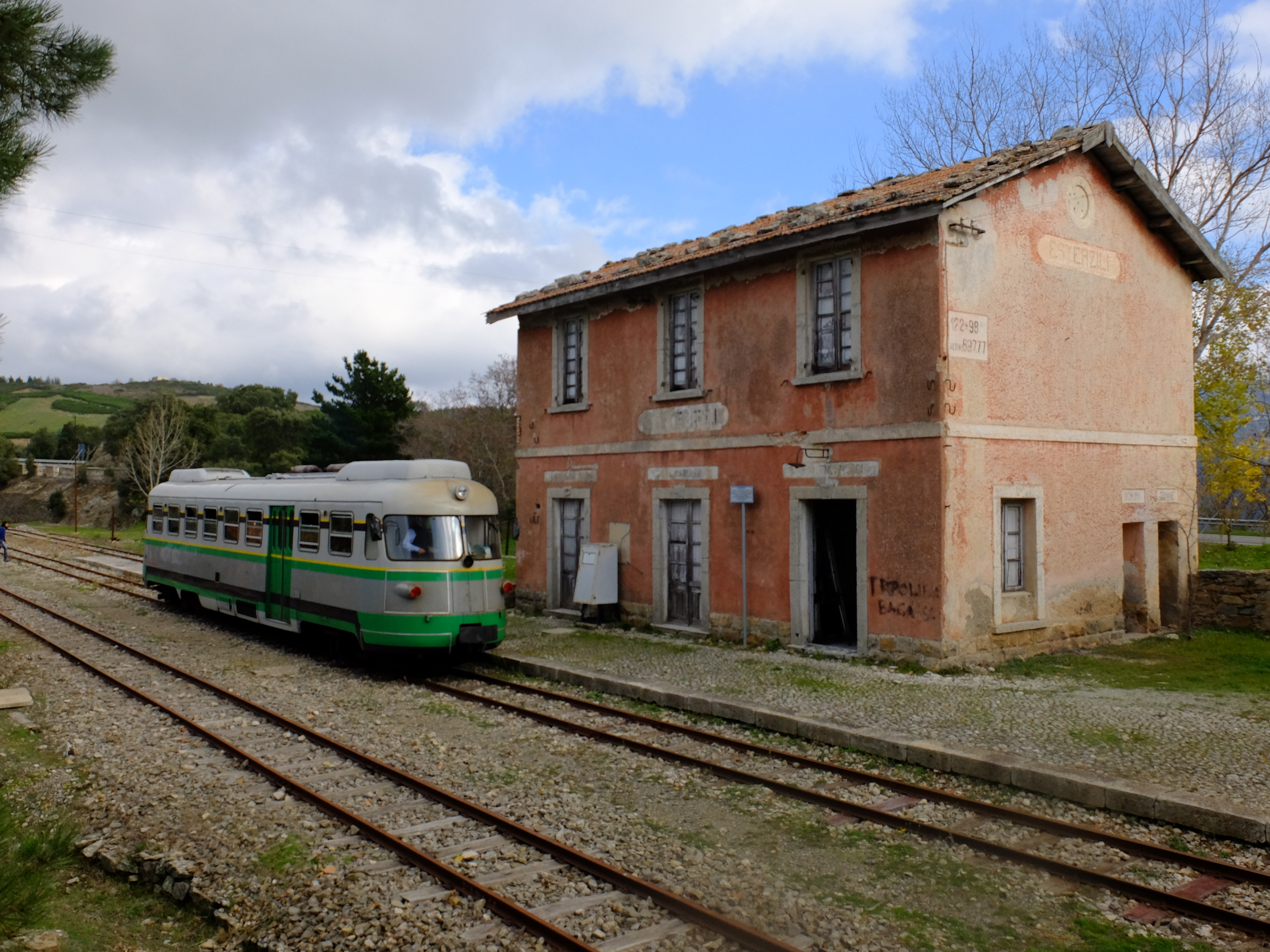
La stazione di Esterzili

Ai piedi del paese si snoda la ferrovia Mandas-Arbatax, dal 1997 in uso solo a fini turistici legati al servizio Trenino Verde dell'ARST. Nel territorio comunale è presente la fermata di Betilli, posta all'interno dell'omonima foresta, tuttavia lo scalo di riferimento del paese è la stazione di Esterzili, posta a nord-ovest dell'abitato ma compresa nel territorio comunale di Sadali.